# Сизойка чорноголова
Сизойка чорноголова (Cyanocitta stelleri) — вид сойки, що зутрічається у природі у західній частині Північної Америки, та споріднений з блакитною сойкою, поширеною на решті континенту, але з абсолютно чорною головою і верхньою частиною тіла. Це єдиний вид чубатої сойки на захід від Скелястих Гір. Тіло досягає 29 см у довжину.